# Reinaldo da Cruz Oliveira
Reinaldo da Cruz Oliveira (født 14. marts 1979) er en brasiliansk fodboldspiller.